# Федеративні Штати Мікронезії на літніх Олімпійських іграх 2020
Федеративні Штати Мікронезії на літніх Олімпійських іграх 2020 представляли три спортсмени у двох видах спорту. Це був шостий виступ країни на Олімпійських іграх з моменту дебюту в 2000 році.

## Склад учасників
| Вид спорту     | Чоловіки | Жінки | Загалом |
| -------------- | -------- | ----- | ------- |
| Легка атлетика | 1        | 0     | 1       |
| Плавання       | 1        | 1     | 2       |
| Загалом        | 2        | 1     | 3       |

## Легка атлетика

### Бігові дисципліни
| Спортсмен | Дисципліна            | Попередні забіги | Попередні забіги | Перший раунд    | Перший раунд    | Півфінал        | Півфінал        | Фінал           | Фінал           |
| Спортсмен | Дисципліна            | Результат        | Місце            | Результат       | Місце           | Результат       | Місце           | Результат       | Місце           |
| --------- | --------------------- | ---------------- | ---------------- | --------------- | --------------- | --------------- | --------------- | --------------- | --------------- |
| Скот Фіті | 100 метрів (чоловіки) | 11,25 SB         | 6                | Завершив виступ | Завершив виступ | Завершив виступ | Завершив виступ | Завершив виступ | Завершив виступ |

## Плавання
| Спортсмен     | Дисципліна                       | Попередні запливи | Попередні запливи | Півфінал         | Півфінал         | Фінал            | Фінал            |
| Спортсмен     | Дисципліна                       | Час               | Місце             | Час              | Місце            | Час              | Місце            |
| ------------- | -------------------------------- | ----------------- | ----------------- | ---------------- | ---------------- | ---------------- | ---------------- |
| Тасі Лімтіако | 200 метрів комплексом (чоловіки) | 2:07,69           | 45                | Завершив виступ  | Завершив виступ  | Завершив виступ  | Завершив виступ  |
| Таєянна Адамс | 100 метрів брасом (жінки)        | 1:25,36           | 41                | Завершила виступ | Завершила виступ | Завершила виступ | Завершила виступ |